# Haze (beek)

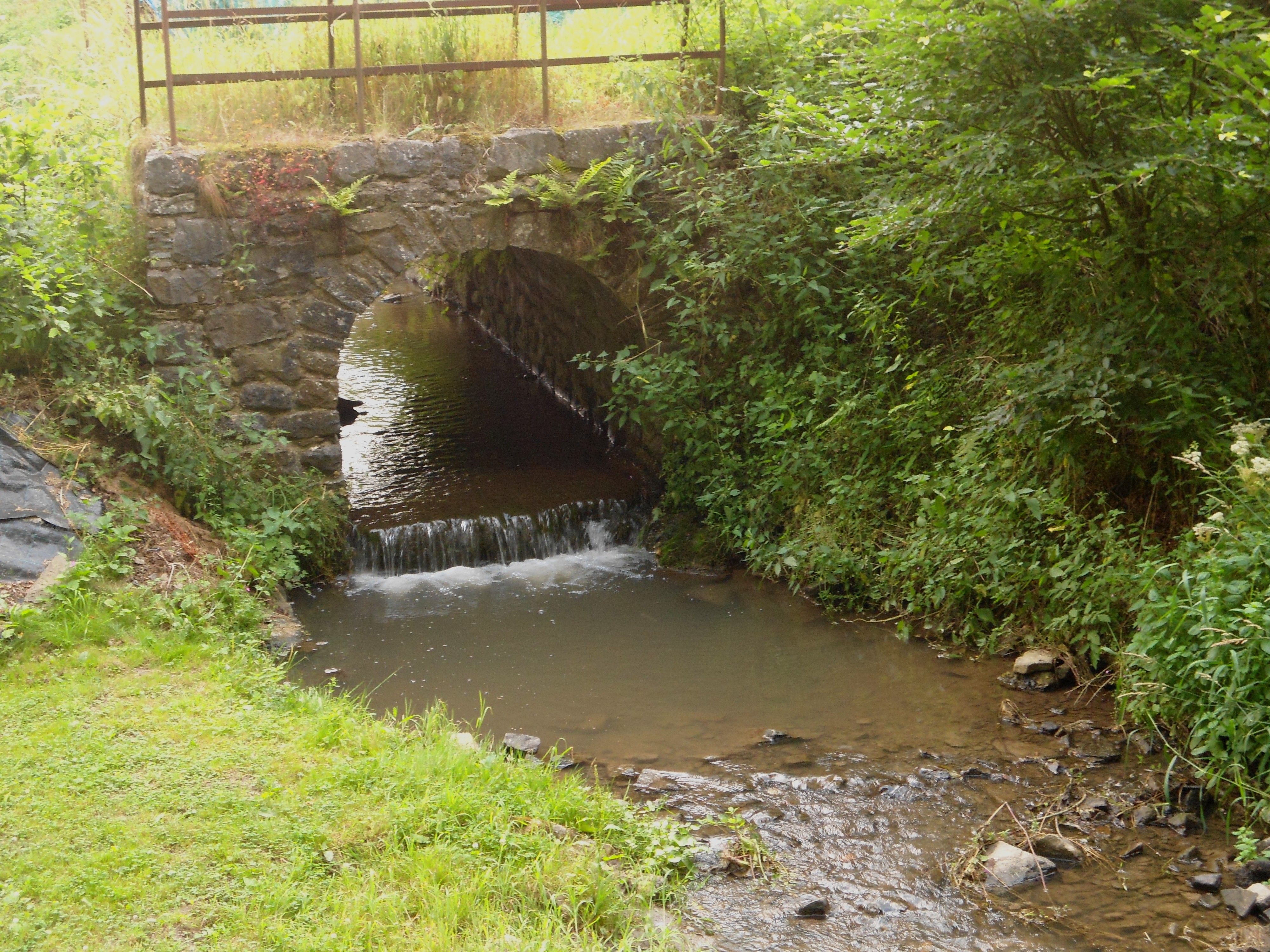
de Haze bij Flagothier

De Haze is een zijriviertje van de Ourthe, in de Belgische provincie Luik, en behoort dus tot het stroomgebied van de Maas.
De Haze ontspringt ten noorden van het gehucht Hrnay tussen Sprimont en Dolembreux in de Condroz, op een hoogte van 255 m. De waterloop passeert ten zuiden van la Haie des Pauvres, Betgné en Flagothier-La Haze en ten noorden van Chaply en Montfort om uiteindelijk te Souverain-Pré, ten zuiden van Esneux aan de rechterkant in de Ourthe uit te monden op een hoogte van 90m.
Stroomafwaarts wordt haar vallei steeds dieper, de oevers zijn vaak bebost.